# إنغريد أوليرينسكايا
إنغريد أوليرينسكايا (مواليد 14 مارس 1992) هي ممثلة وعارضة روسية ولدت في مدينة ريازان.

## روابط خارجية
- إنغريد أوليرينسكايا على موقع IMDb (الإنجليزية)
- إنغريد أوليرينسكايا على موقع قاعدة بيانات الفيلم (الإنجليزية)
- إنغريد أوليرينسكايا على موقع كينوبويسك (الروسية)